# Милан Туджаров
Милан Туджаров е български революционер, деец на Вътрешната македоно-одринска революционна организация.

## Биография
Милан Туджаров е роден около 1888 година в град Щип, тогава в Османската империя. Присъединява се към ВМОРО и е последователно четник на Мише Развигоров и на Захари Василев, както и на Стоян Мишев.